# Yōsuke Matsuoka
Yōsuke Matsuoka (jap. 松岡 洋右 Matsuoka Yōsuke; ur. 4 marca 1880 w Hikari w prefekturze Yamaguchi, zm. 26 czerwca 1946 w Tokio), dyplomata japoński, działacz gospodarczy, wpływowy minister spraw zagranicznych w okresie II wojny światowej.

## Życiorys
Od 13. roku życia mieszkał u rodziny w USA, w 1900 ukończył studia na wydziale prawa uniwersytetu stanowego Oregonu. Po studiach powrócił do Japonii i rozpoczął pracę w dyplomacji. W 1904 został konsulem w Szanghaju, a w 1907 sekretarzem w Ministerstwie Spraw Zagranicznych. Po krótkim czasie ponownie na placówkach zagranicznych, kolejno był: III sekretarzem ambasady w Belgii, II sekretarzem ambasad w Chinach i Rosji (1912–1913), I sekretarzem ambasady w USA (1916–1917). W 1917 powrócił na stanowisko sekretarza w MSZ, a w 1918 został sekretarzem premiera. Był członkiem ważnego komitetu rządowego ds. finansowania przedsięwzięć gospodarczych na Syberii. W lutym 1919 jako członek delegacji japońskiej brał udział w konferencji pokojowej w Wersalu.
W 1921 odszedł z pracy dyplomatycznej i przeszedł do sektora gospodarczego. Wszedł do kierownictwa spółki akcyjnej kolei południowomandżurskiej, kolejno na stanowiska dyrektora, zastępcy prezesa i prezesa. Jednocześnie był deputowanym do parlamentu i członkiem komitetów rządowych zajmujących się towarzystwami naftowymi i pozyskaniem gospodarczym terenów północnych i centralnych Chin.
Powrócił do dyplomacji na początku lat 30. W latach 1932–1933 kierował delegacją japońską na nadzwyczajnej sesji Ligi Narodów w Genewie. Na sesji tej zajmowano się aneksją Mandżurii przez wojska japońskie i utworzeniem marionetkowego cesarstwa Mandżukuo. Matsuoka nie zdołał przekonać państw członkowskich Ligi do polityki japońskiej, w związku z czym przeprowadził akt wystąpienia Japonii z Ligi Narodów.
W lipcu 1940 Matsuoka objął stanowisko ministra spraw zagranicznych w rządzie księcia Fumimaro Konoe. Był jednym z inicjatorów japońskiej polityki ekspansji w Azji, którą określił mianem „nowego ładu w wielkiej Azji Wschodniej”. Był autorem, podpisanego we wrześniu 1940 roku w Berlinie, Paktu Trzech między faszystowskimi Niemcami i Włochami a Japonią. Dążył do wprowadzenia do grona państw Osi także ZSRR i podziału świata na cztery strefy wpływów – Europę, Związek Radziecki, Azję Wschodnią i kontynent amerykański. Po niepowodzeniu tych starań zawarł 13 kwietnia 1941 w Moskwie pakt japońsko-radziecki o neutralności.
Utracił stanowisko szefa dyplomacji japońskiej 26 lipca 1941 w związku z atakiem Niemiec na ZSRR. W gabinecie Konoe zastąpił go admirał Soemu Toyoda.
Posiadał liczne odznaczenia państwowe japońskie i zagraniczne, był także oficerem z nominacji cesarskiej. W 1946 został aresztowany i oskarżony przed Międzynarodowym Trybunałem Karnym ds. Dalekiego Wschodu w Tokio. Nie przyznał się do stawianych zarzutów, zmarł w więzieniu przed zakończeniem procesu.